# Лисятицька сільська рада
Лисятицька сільська рада — орган місцевого самоврядування у Стрийському районі Львівської області. Адміністративний центр — село Лисятичі.

## Загальні відомості
Водоймища на території, підпорядкованій даній раді: річка Стрий.

## Населені пункти
Сільській раді підпорядковані населені пункти:
- с. Лисятичі
- с. Кути
- с. Луги
- с. Пукеничі

## Склад ради
Рада складається з 16 депутатів та голови.

### Керівний склад попередніх скликань
| ПІБ                       | Основні відомості                                                                          | Дата обрання | Дата звільнення |
| ------------------------- | ------------------------------------------------------------------------------------------ | ------------ | --------------- |
| Петришин Михайло Іванович | Сільський голова, 1958 року народження, безпартійний                                       | 26.03.2006   | 31.10.2010      |
| Блискун Іван Петрович     | Сільський голова, 1960 року народження, освіта вища, член політичної партії «Наша Україна» | 31.10.2010   |                 |

Примітка: таблиця складена за даними джерела